# Jesper de Jespersen
 Der er flere personer med dette navn, se Jesper Jespersen.
Jesper de Jespersen (født 24. marts 1673, død 26. februar 1746 på Høgholt) var en dansk godsejer.
Han var søn af vicestiftamtmand Niels Jespersen (ca. 1636-1696) og Kirsten Sørensen (1646-1680) og ejede herregårdene Høgholt (1706 til sin død), Nibstrup (1711-44) og Sejlstrupgård (1720). Han blev adlet de Jespersen 21. oktober 1718, blev på samme dato kancelliråd og 1725 justitsråd.
I 1. ægteskab ægtede Jespersen 18. februar 1697 Karen Eilersdatter Holm (død 19. juli 1707). 2. gang ægtede han 14. oktober 1708 Johanne Lauridsdatter Kiærulf (1688 på Viffertsholm – 20. marts 1771 i Mariager). Skønt Jesper de Jespersen havde ikke færre end 18 børn, hvoraf 11 nåede den voksne alder, uddøde slægten i mandsstammen, i hvert fald i Danmark, 1804 med hans næstyngste søn.